# 小島資料館
小島資料館（こじましりょうかん）は、東京都町田市にある新撰組などに関する資料を保存し、公開している資料館。館長は小島家24代当主小島政孝。
小島家20代当主小島鹿之助が新撰組の近藤勇・土方歳三らと親交があったことから、近藤からの手紙や「沖田総司年賀状」・「近藤勇稽古着」・「新選組墨印」などを保存・公開しているほか、東京都指定有形文化財「小野路組合農兵隊関係資料」・「旧多摩郡小野路村名主小島家文書」を所蔵している。

## 利用案内
開館日
- 毎月第1・3日曜日 13:00～17:00

休館日
- 上記開館日以外の日
- 1月1日～2月末日（冬季休館）

入館料
- 中学生以上：600円
- 小学生：300円

## 交通アクセス
バスの場合
- 鶴川駅6番乗り場より、小野路経由多摩センター駅行き（鶴32）もしくは五反田経由町田バスセンター行き（町36）で「小野神社前」下車徒歩1分。
- 多摩センター駅10番乗り場より、小野路経由鶴川駅行き（鶴32）で「小野神社前」下車徒歩1分。
- 町田バスセンター14番乗り場より、五反田経由鶴川駅行き（町36）で「小野神社前」下車徒歩1分。